# Rosie (Joan Armatrading)
"Rosie" is een nummer van de Britse zangeres Joan Armatrading. Het nummer werd uitgebracht op haar ep How Cruel uit 1979. In januari 1980 werd het nummer uitgebracht als de eerste single van het album.

## Achtergrond
"Rosie" is geschreven en geproduceerd door Armatrading. Het nummer gaat over een transgender persoon en is geïnspireerd door een taxirit door New York. Armatrading vertelde in een interview over het ontstaan: "Ik had iemand afgezet op het vliegveld. In de taxi terug zei de chauffeur, een jonge man, 'Ken je New York? Heb je New York gezien?' Ik zei, 'Nee, niet echt', en hij zei 'Ik laat het je zien'. Hij liet me alles zien. Hij liet me niet meer betalen. Hij bracht me naar Broadway, een buurt die ik nog niet echt gezien had. De straat die hij mij liet zien was rond 42nd Street. Ik kreeg toen het nummer in mijn hoofd en het karakter kwam van de mannen die daar stonden. Ik zag in het bijzonder ene 'Rosie' met zijn hoge hakken en zijn shorts." In een ander interview zei zij dat zij dit nooit eerder had gezien.
In latere tijden werd het woord transgender meer. Op de vraag of het nummer "Rosie" hieraan had bijgedragen, antwoordde Armatrading: "Ik schreef gewoon een nummer, maar dat is hoe het werkt. Denk je dat George Orwell serieus dacht dat alles uit zijn roman 1984 echt zou gaan gebeuren?" Het nummer werd in de Verenigde Staten uitgebracht op de ep "How Cruel", maar kwam in de rest van de wereld enkel uit als single. De B-kant van deze single, eveneens "How Cruel" geheten, geeft ook maatschappelijke kritiek: dit nummer gaat over racisme.
"Rosie" werd een hit in een aantal landen: in de UK Singles Chart kwam het tot plaats 49, terwijl ook in Australië en Nieuw-Zeeland hitlijsten werden gehaald. In Nederland kwam de single tot de vijftiende plaats in de Top 40 en de negentiende plaats in de Nationale Hitparade, terwijl in de voorloper van de Vlaamse Ultratop 50 plaats 27 werd gehaald. Op 21 april 1980 koos Frits Spits de single tot zijn Steunplaat.

## Hitnoteringen

### Nederlandse Top 40
| Hitnotering: 17-05-1980 t/m 05-07-1980 | Hitnotering: 17-05-1980 t/m 05-07-1980 | Hitnotering: 17-05-1980 t/m 05-07-1980 | Hitnotering: 17-05-1980 t/m 05-07-1980 | Hitnotering: 17-05-1980 t/m 05-07-1980 | Hitnotering: 17-05-1980 t/m 05-07-1980 | Hitnotering: 17-05-1980 t/m 05-07-1980 | Hitnotering: 17-05-1980 t/m 05-07-1980 | Hitnotering: 17-05-1980 t/m 05-07-1980 | Hitnotering: 17-05-1980 t/m 05-07-1980 |
| Week                                   | 1                                      | 2                                      | 3                                      | 4                                      | 5                                      | 6                                      | 7                                      | 8                                      |                                        |
| -------------------------------------- | -------------------------------------- | -------------------------------------- | -------------------------------------- | -------------------------------------- | -------------------------------------- | -------------------------------------- | -------------------------------------- | -------------------------------------- | -------------------------------------- |
| Positie                                | 37                                     | 27                                     | 21                                     | 18                                     | 17                                     | 15                                     | 22                                     | 36                                     | uit                                    |

### Nationale Hitparade
| Hitnotering: 10-05-1980 t/m 19-07-1980 | Hitnotering: 10-05-1980 t/m 19-07-1980 | Hitnotering: 10-05-1980 t/m 19-07-1980 | Hitnotering: 10-05-1980 t/m 19-07-1980 | Hitnotering: 10-05-1980 t/m 19-07-1980 | Hitnotering: 10-05-1980 t/m 19-07-1980 | Hitnotering: 10-05-1980 t/m 19-07-1980 | Hitnotering: 10-05-1980 t/m 19-07-1980 | Hitnotering: 10-05-1980 t/m 19-07-1980 | Hitnotering: 10-05-1980 t/m 19-07-1980 | Hitnotering: 10-05-1980 t/m 19-07-1980 | Hitnotering: 10-05-1980 t/m 19-07-1980 | Hitnotering: 10-05-1980 t/m 19-07-1980 |
| Week                                   | 1                                      | 2                                      | 3                                      | 4                                      | 5                                      | 6                                      | 7                                      | 8                                      | 9                                      | 10                                     | 11                                     |                                        |
| -------------------------------------- | -------------------------------------- | -------------------------------------- | -------------------------------------- | -------------------------------------- | -------------------------------------- | -------------------------------------- | -------------------------------------- | -------------------------------------- | -------------------------------------- | -------------------------------------- | -------------------------------------- | -------------------------------------- |
| Positie                                | 32                                     | 42                                     | 38                                     | 21                                     | 23                                     | 19                                     | 24                                     | 25                                     | 41                                     | 40                                     | 45                                     | uit                                    |

### NPO Radio 2 Top 2000
| Nummer met noteringen in de NPO Radio 2 Top 2000 | '99  | '00 | '01  | '02  | '03  | '04  | '05  | '06  | '07 | '08  | '09  | '10  | '11 | '12  | '13  |
| ------------------------------------------------ | ---- | --- | ---- | ---- | ---- | ---- | ---- | ---- | --- | ---- | ---- | ---- | --- | ---- | ---- |
| Rosie                                            | 1577 | -   | 1685 | 1903 | 1248 | 1592 | 1955 | 1971 | -   | 1922 | 1894 | 1969 | -   | 1932 | 1994 |

1. ↑  Een '-' betekent dat het nummer niet was genoteerd en een vetgedrukt getal geeft de hoogste notering aan.
2. ↑  Deze tabel is bijgewerkt tot en met de laatste editie (2024).